# Cratère d'obscurité éternelle

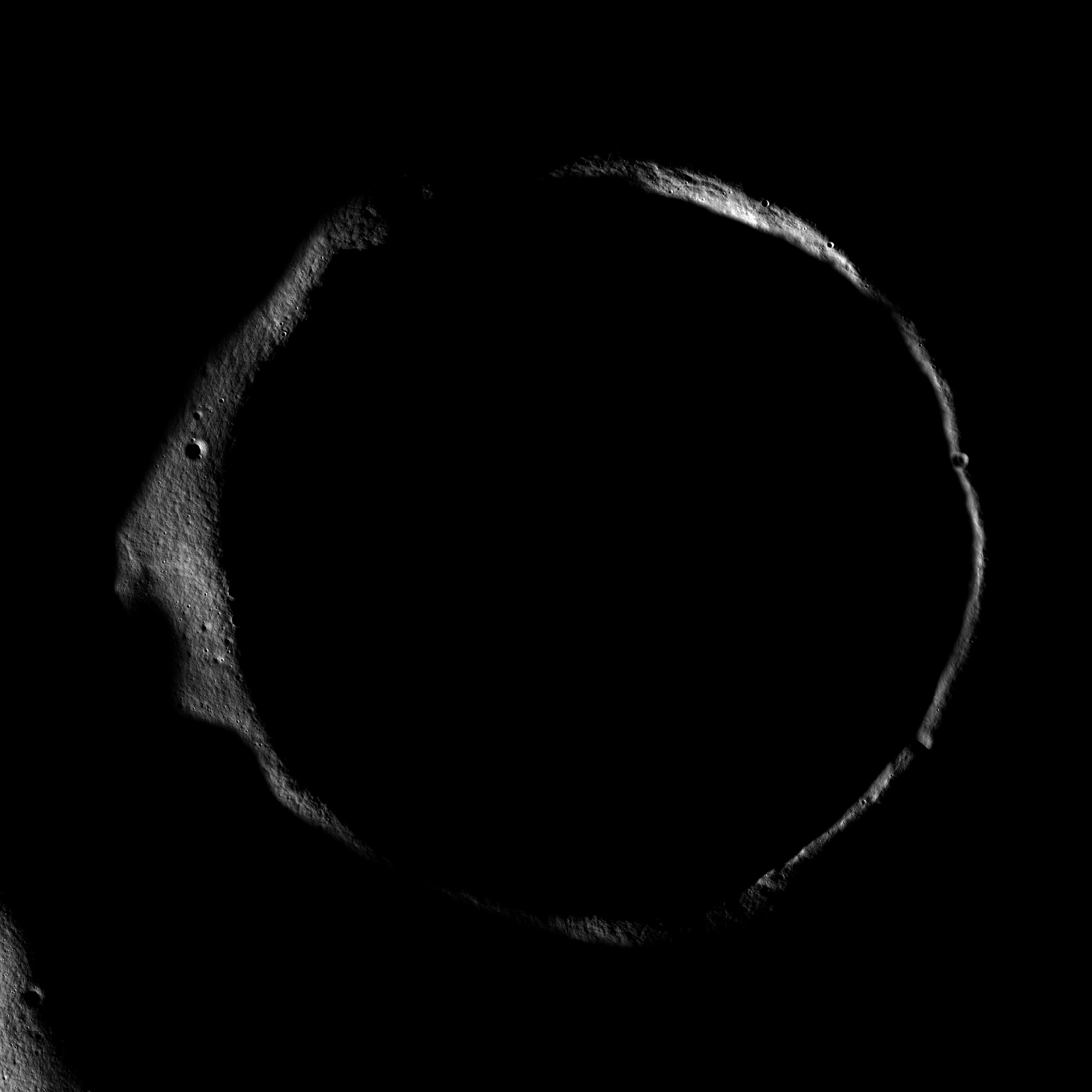
Le cratère lunaire Erlanger est l'un de ces cratères.

Un cratère d'obscurité éternelle est une dépression sur un corps du Système solaire à l'intérieur duquel se trouve un point qui est toujours dans l'obscurité. Un terme connexe est « régions ombragées en permanence » (en anglais : permanently shadowed regions),. En 2019, 324 régions ombragées en permanence sont connues sur la Lune.
De telles régions existent également sur Mercure et Cérès.

## Localisation
Un tel cratère doit être situé à haute latitude (près d'un pôle) et être sur un corps à très faible inclinaison axiale.
Sur la Lune, une ombre permanente peut exister à des latitudes aussi basses que 58° : environ 50 régions ombragées en permanence existent dans la plage de latitude 58° à 65° pour les deux hémisphères lunaires.
La superficie cumulée des régions lunaires ombragées en permanence est d'environ 31 000 km2, dont plus de la moitié[évasif] se trouve dans l'hémisphère sud.

## Conditions à l'intérieur des cratères
Les cratères d'obscurité éternelle pourraient être avantageux pour l'exploration spatiale et la colonisation de l'espace, car ils préservent des sources de glace d'eau qui peuvent être converties en eau potable, oxygène respirable et ergol. Plusieurs de ces cratères présentent des signes de glace d'eau retenue à l'ombre, comme les cratères Rozhdestvenskiy et Cabeus sur la Lune et le cratère Juling sur Cérès.
Les cratères peuvent également contenir des concentrations exceptionnellement élevées d'hélium 3.
Une analyse de rentabilisation indique que l'extraction d'ergols dans les cratères pourrait devenir une entreprise commerciale rentable.

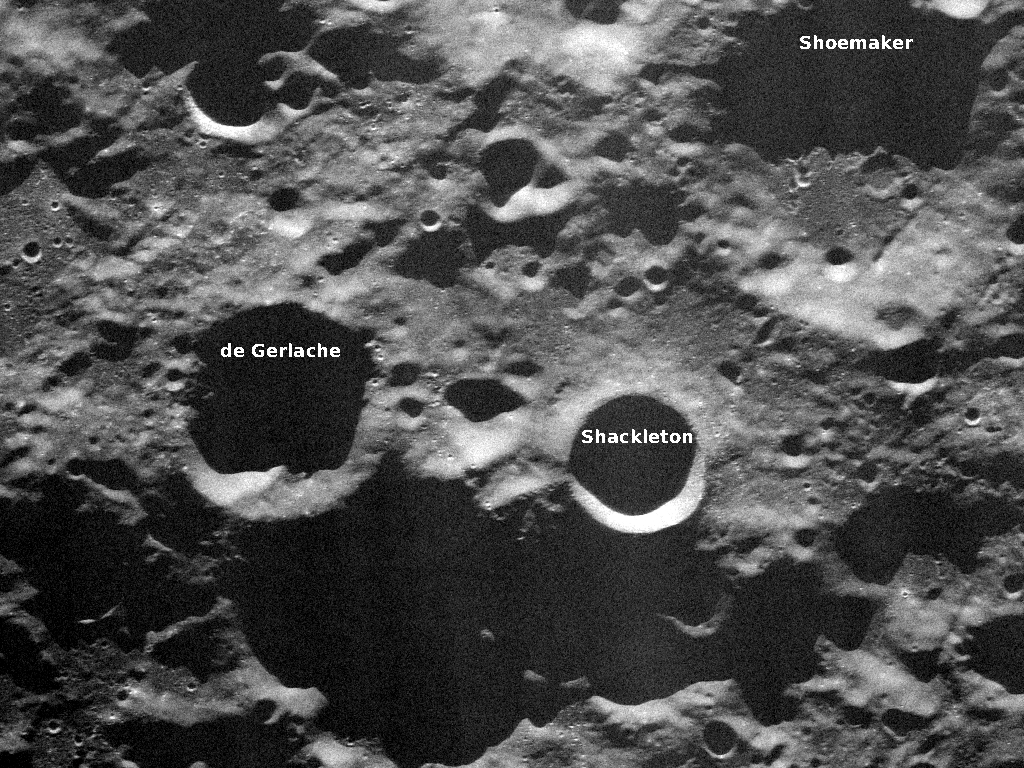
Le cratère lunaire Shackleton, tel qu'imagé par un radar terrestre du Goldstone Deep Space Communications Complex.

Dans certains cas, des pics de lumière éternelle sont situés à proximité, ce qui pourrait être avantageux pour la production d'énergie solaire. Par exemple, il y a 2 pics près du cratère Shackleton qui sont illuminés pendant environ 94 % de temps d'une année lunaire.
Les zones ombragées en permanence ont une température de surface stable et basse. Sur la Lune, la température oscille quelque part autour de 50 kelvin voire en dessous. Une autre estimation de températures est de 25 K à 70 K. Les basses températures font des régions des emplacements désirables pour de futurs télescopes infrarouges,.
D'autre part, des simulations informatiques montrent que de puissantes tempêtes solaires peuvent charger le sol dans des zones ombragées en permanence près des pôles lunaires, et peuvent éventuellement produire des « étincelles » qui pourraient vaporiser et faire fondre le sol,.
Il existe d'autres défis uniques dans ces régions : un environnement sombre qui limite la capacité des rovers à percevoir l'environnement, un régolithe cryogénique qui pourrait être difficile à déplacer et des interruptions de communication.

## Protection planétaire
En 2020, la NASA a attribué le statut de « lieu sensible » aux régions ombragées en permanence de la Lune pour éviter leur contamination.

## Liste
- Rendus informatiques de certaines régions ombragées en permanence
- Le pôle sud de la Lune.
- L'hémisphère nord de Cérès.

Voici une liste incomplète de ces cratères :
Sur la Lune :
- Shackleton
- Shoemaker
- Erlanger (en)[16]
- Sylvester[17]
- Cabeus[23]
- Rozhdestvenskiy[23]
- Malapert[9]

Sur Mercure :
- Petronius[24]

Beaucoup de ces cratères existent également sur Cérès. Un exemple est le cratère Juling, qui est dans une ombre presque permanente.

## Missions de recherche

### Passées
En 2009, Lunar Crater Observation and Sensing Satellite a envoyé un impacteur dans un cratère Cabeus, ce qui a permis de détecter de l'eau dans le matériau éjecté.
En 2012, le Lyman Alpha Mapping Project à bord de la sonde Lunar Reconnaissance Orbiter de la NASA a découvert que les régions ombragées en permanence ont une surface poreuse et poudreuse, ce qui indique la présence de glace d'eau.
En 2018, une analyse des résultats du Moon Mineralogy Mapper a confirmé l'existence de dépôts de glace d'eau dans les cratères et crevasses ombragés en permanence, avec plus d'abondance près du pôle sud.

### Planifiées ou projetées
La mission proposée International Lunar Observatory (en) comporte un atterrissage près du cratère Malapert.
La sonde Lunar Flashlight devrait être lancée en 2021 en tant que charge utile secondaire pour la mission Artemis I,.
Une caméra appelée ShadowCam est en cours de construction qui sera capable de prendre des images haute résolution des régions ombragées en permanence. C'est un instrument de la NASA qui volera à bord de Korea Pathfinder Lunar Orbiter (KPLO) en 2022.